# Desseria
Desseria es un género de microorganismos parásitos de la familia Haemogregarinidae, infrafilo Apicomplexa.
(se incluye a la especie que parasitan)
Desseria acanthoclini (Laird, 1953) en Acanthoclinus quadridactylus.
Desseria acipenseri (Nawrotsky, 1914) (syn. Leucocytogregarina sp. Perekropov, 1928) en Acipenser ruthenis.
Desseria aeglefini (Henry, 1913) (syn. H. urophysis Fantham, Porter y Richardson, 1942) en Melanogrammus aeglefinus, Pollachius virens, Gadus morhua, y Urophysis spp.
Desseria anarhichadis (Henry, 1912) (syn. H. anarrhichabis Henry, 1912) en Anarhichas lupus.
Desseria bettencourti (Franca, 1908) en Anguilla sp.
Desseria bothi (Lebailly, 1905) en Bothus rhombus.
Desseria brevoortiae (Saunders, 1964) en Brevoortia tyrannus.
Desseria carpionis (Franchini y Siani, 1923) en Cyprinus carpio.
Desseria catostomi (Becker, 1962) en Catostomus spp.
Desseria colisa (Mandal et al., 1983) en Colisa fasciatus.
Desseria cotti (Brumpt y Lebailly, 1904) (syn. H. cotti, Bauer, 1948; H. baueri Becker, 1968) en Cottus spp.
Desseria cyprini (Smirnova 1971) en Cyprinus carpio.
Desseria dakarensis (Leger y Leger, 1920) en Diagramma mediterraneum.
Desseria dasyatis (Saunders, 1958) en Dasyatis americanus.
Desseria esocis (Nawrotsky, 1914) en Esox sp.
Desseria flesi (Lebailly, 1904) en Flesus vulgaris.
Desseria fragilis (Fantham, 1930) en Blennius cornutus.
Desseria gilbertia (Mackerras y Mackerras, 1925) en Ellerkeldia spp.
Desseria gobionis (Franchini y Siani, 1923) en Gobio fluviatilis.
Desseria heterodonti (von Prowazek, 1910) en Heterodontus japonicus.
Desseria irkalukpiki (Laird, 1961) en Salvelinus spp.
Desseria laternae (Lebailly, 1904) en Platophrys laternae.
Desseria lepidosirensis (Jepps, 1927) (syn. H. bertoni Shouten, 1941) en Lepidosiren paradoxa.
Desseria leptocotti (Hill y Hendrickson, 1991) (syn. H. reolofsi Hill y Hendrickson, 1991) en Leptocottus armatus y Sebastes melanops.
Desseria londoni (Yakimov y Kohl-Yakimov, 1912) en Blennius trigloides.
Desseria mavori (Laird y Bullock, 1969) en Macrozoarces americanus.
Desseria moringa (Pessoa y de Biasi, 1975) en Gymnothorax moringa.
Desseria mugili (Carini, 1932) en Mugil spp., Awaous ocellaris y Stenogobius genivittatus.
Desseria myoxocephali (Fantham et al., 1942) en Myoxocephalus spp., también en Malmiana scorpii (Euhirudinea).
Desseria nili (Wenyon, 1909) en Ophriocephalus obscurus.
Desseria ninakohlyakimovae (Yakimov, 1916) (syns. H. ninakohlyakimovae (Yakimov, 1916) Wenyon, 1926 emend. Levine, 1985; Leucocytogregarina ninae kohl-yakimovae Yakimov, 1916; L. ninae kohl-yakimovi Yakimov, 1917; Leucocytozoon ninae kohl-yakimovae Yakimov, 1917; Hepatozoon ninae kohl-yakimoff (Yakimov, 1916) Bykhovskaya-Pavlovskaya et al., 1962) en Barbus sp.
Desseria nototheniiae (Barber et al., 1987) en Notothenia spp.
Desseria parasiluri (Bykhovskaya-Pavlovskaya et al., 1962) en Parasilurus asotus.
Desseria platessae (Lebailly, 1904) (syn. H. achiri Saunders, 1955) en Trinectes maculatus, Glyptocephalus cynoglossus, Pleuronectes platessa, Paralichthys dentatus, Pseudopleuronectes americanus y Scopthalmus aquosus.
Desseria rovignensis (Minchin y Woodcock, 1910) en Trigla lineata.
Desseria rubrimarensis (Saunders, 1960) en Acanthurus spp., Scarus spp. y Chlorus sp.
Desseria salvelini (Fantham et al., 1942) en Salvelinus fontinalis.
Desseria thyrosoideae (de Mello y Valles, 1936) en Thyrosoidea macrurus.
Desseria tilapiae (LŽger y LŽger, 1914) en Tilapia lata.
Desseria torpedinis (Neumann, 1909) (syn. H. lobianci Kohl-Yakimov y Yakimov, 1912) en Torpedo spp.
Desseria turkestanica (Yakimov y Shorkhor, 1917) en Silurus spp.